# Фатин

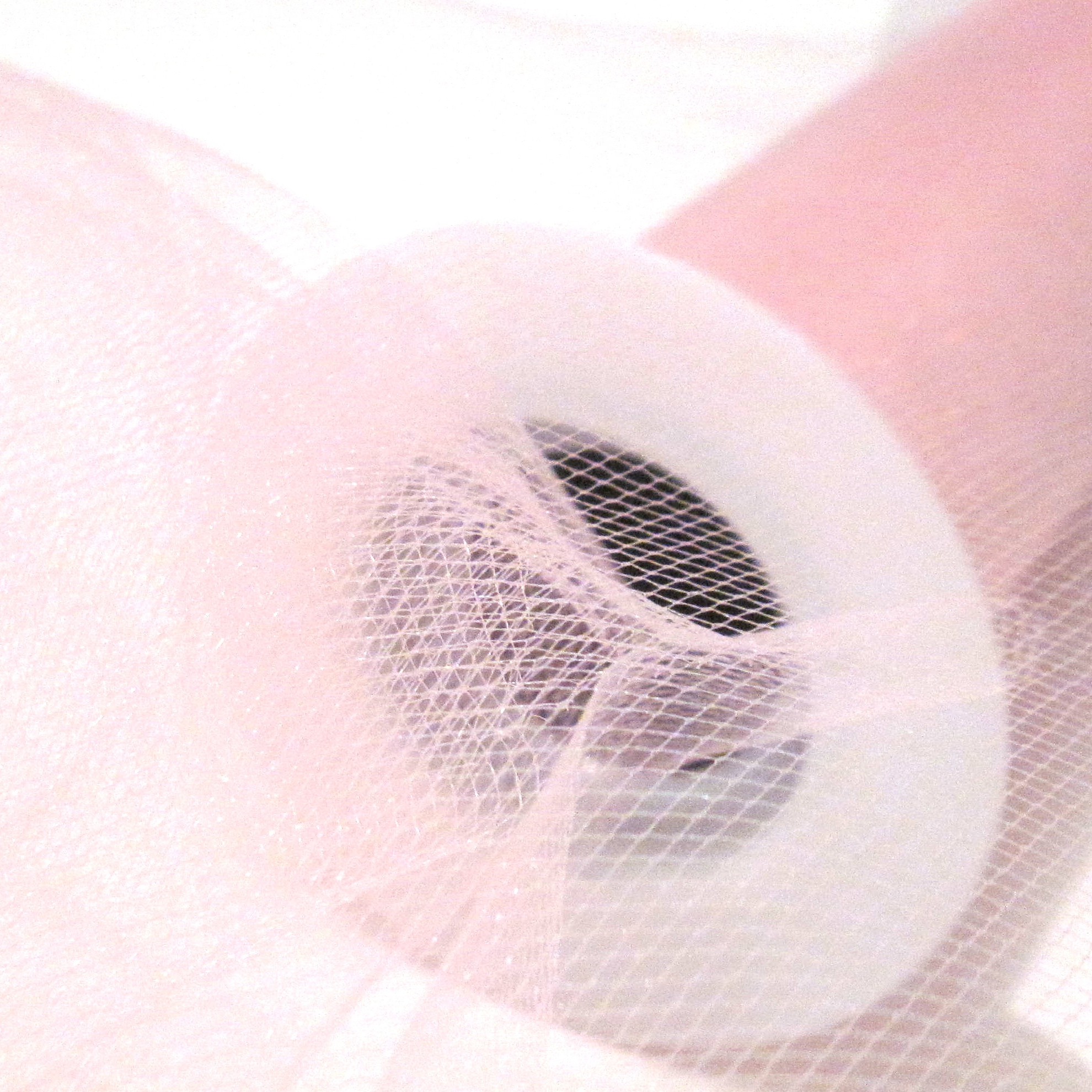
Фатин в шпульках для изготовления юбок-туту

Фати́н — лёгкая сетчатая ткань средней жёсткости, вуаль из полиэстерной нити. Полупрозрачная, матовая или блестящая. В отличие от тюля, полиэстровый или нейлоновый фатин всегда гладкий и однородный. Плотность фатина — от 15 до 40 граммов на квадратный метр.
Применяется для изготовления балетных пачек, пышных подъюбников (для свадебных и бальных платьев), игрушек, а также предметов тканого декора: лент, бантов, искусственных цветов и т.д.
Также фатин используется как основа для вышивки и вязания крючком.